# نارودنایا ولیا
نارودنایا ولیا (روسی: Наро́дная во́ля؛ آوانگاری بین‌المللی: «nɐˈrodnəjə ˈvolʲə»؛ ترجمه تحت‌اللفظی: «اراده مردم») یک سازمان سیاسی انقلابی قرن نوزدهم در امپراتوری روسیه بود که در تلاش برای براندازی نظام استبدادی و متوقف کردن اصلاحات دولت اسکندر دوم روسیه، به ترور مقامات دولتی دست یازید. این سازمان خود را یک جنبش پوپولیستی اعلام کرد که جانشین نارودنیک شد. نارودنایا ولیا که در درجه نخست از روشنفکران سوسیالیست انقلابی جوان و معتقد به اثربخشی تروریسم بود، پاییز ۱۸۷۹ از انشعاب یک سازمان انقلابی پیشین به نام زملیا ولیا ("سرزمین و آزادی") پدید آمد
نارودنایا ولیا بر اساس یک دستگاه زیرزمینی از واحدهای محلی و نیمه مستقل که با هماهنگی کمیته اجرایی خود انتخاب شده بود، به حمایت از اقدامات خشونت انقلابی در تلاش برای برانگیختن شورش های گسترده علیه تزاریسم، منجر به ترور موفقیت آمیز تزار الکساندر دوم در مارس ۱۸۸۱ (رویدادی که این گروه به آن شناخته شده‌است) شد.
بخش اعظم فلسفه این سازمان از سرگئی نچایف و "تبلیغ با عمل" الهام گرفته از کارل پیساکان بود. این گروه بعنوان پیشگام، الهام بخش سایر سازمان های انقلابی سوسیالیستی و آنارشیستی، از جمله حزب انقلابی سوسیالیست روسیه (PSR) بود.

بوریس کوستودیف ، رهایی دهقانان (۱۹۰۷). نقاشی دهقانان در حال شنیدن قرائت اصلاحات رهایی از سال ۱۸۶۱ از پله های منازل محلی.